# ロンドン分散力

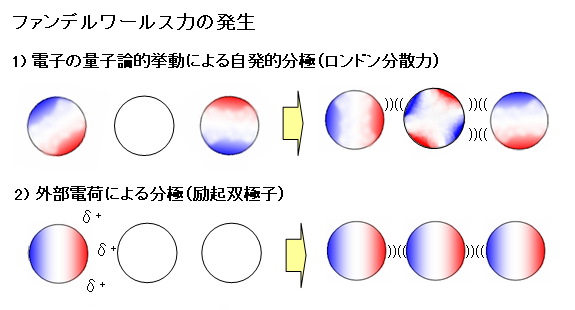
ロンドン分散力の発生機序を示す概念図（上）

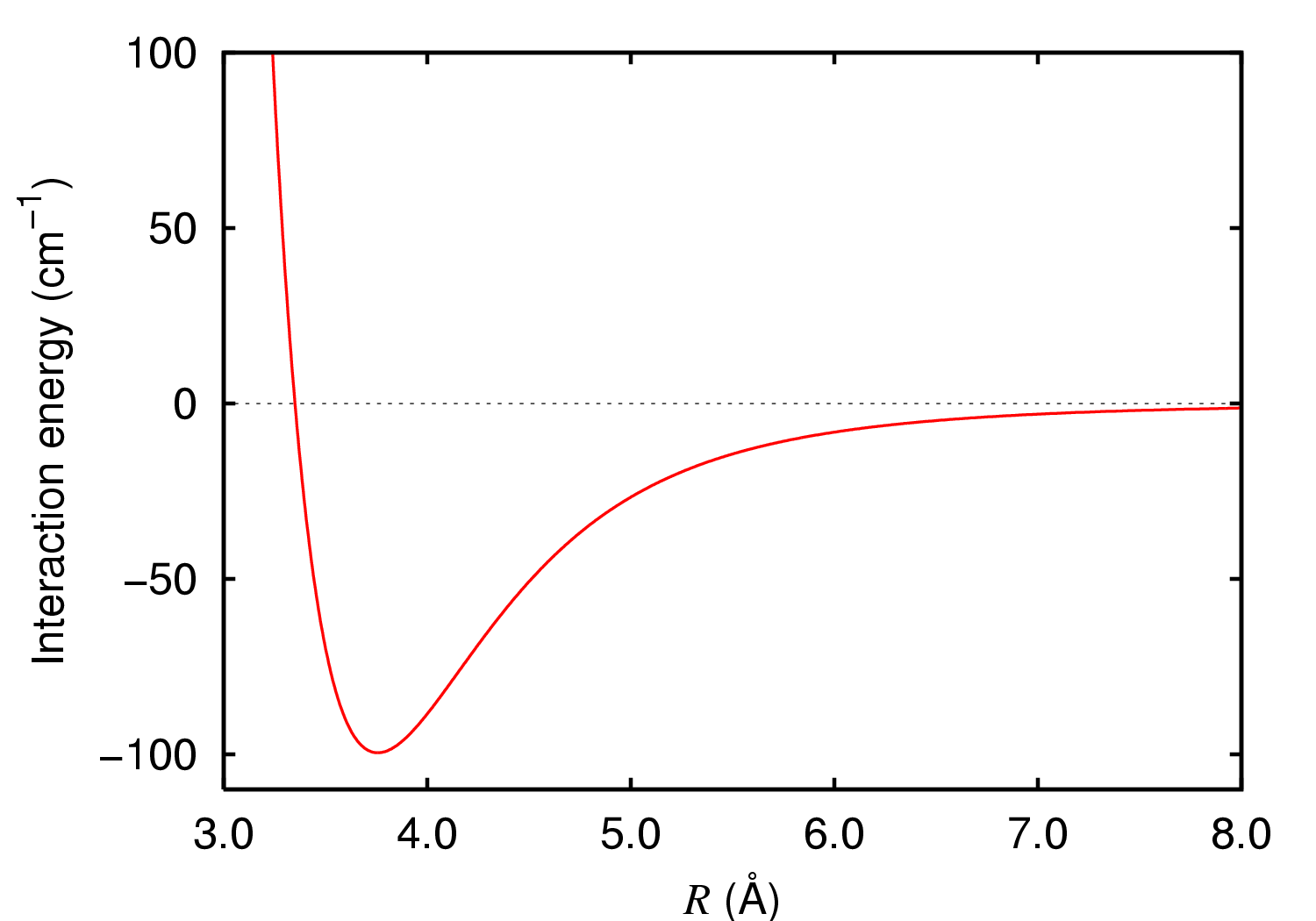
アルゴン二量体の相互作用エネルギー。長距離部分の記述がロンドン分散力に起因する。

ロンドン分散力（ロンドンぶんさんりょく、英語: London dispersion force）は、極性分子などが恒常的に持つ電荷や多極子ではなく、分子や原子などに量子論的に生じる一時的な電気双極子間の引力によって生じる弱い分子間力である。
フリッツ・ロンドンにより示された。単に分散力、ロンドン力と呼ばれたり、瞬間双極子-誘起双極子相互作用とも呼ばれる。また、ファンデルワールス力は、狭義にはロンドン分散力を指す。

## 概要
無極性分子は、巨視的には電気的に中性だが、実際には、極性を持つ複数の電子状態の重ね合わせによって構成されており、電気双極子が内在していると考えることができる。このように量子論的に存在する電気双極子同士が相互作用し、分子間力としてはたらく。
ロンドン力は極性分子にも存在するが、極性分子のもつ永久双極子の相互作用などの方が強いので、ロンドン力は重要ではなくなる。相互作用の大きさについては、分子間力を参照。
分子中の電子密度は他の多極子の影響を受けてさらに再分布する。たとえば、正電荷の近傍に電子は集まり、負電荷からは退く。従って、分子に一時的に生じる多極子は、近くの極性分子や別の無極性分子に生じた一時的な多極子により誘起される。一般的には前者は励起双極子といい、ロンドン力とは区別される。
ロンドン力は、ヘリウムなどの中性原子間で長距離に働く唯一の引力であり、窒素やメタンなどの無極性分子間（分子内の原子間ではない）に働く主要な引力項である。ロンドン力が存在しなければ、希ガス間に働く引力はなくなるため、液体ヘリウムのような液体を得ることはできないことになる。分子間の万有引力（重力相互作用）は非常に小さいため、分子の物理的･化学的性質には影響せず、液体ヘリウム等を得るのには不十分である。
ロンドン力は、問題とする原子または分子が大きくなるに従って強くなる。これは、電子の分布がより一様でなくなる確率が高くなるからである。たとえば、ハロゲン分子間のロンドン力は、小さいほうから順にフッ素（F2）、塩素（Cl2）、臭素（Br2）、ヨウ素（I2）である。これはフッ素、塩素が室温で気体であるのに対し、臭素は液体、ヨウ素は固体であることとも対応している。ロンドン力はまた、分子の表面積が大きくなると強くなり、したがって分子間距離が近くなる。